# Karel Vrabec
Karel Vrabec (* 17. September 1984 in der Tschechoslowakei) ist ein tschechischer Fußballspieler. Er ist Abwehrspieler und spielt in der Innenverteidigung.

## Laufbahn
Karel Vrabec spielte zu Beginn seiner Karriere beim tschechischen Fußballclub FK Jablonec, wo er 2006 von der U-21 des Vereins in den Profikader des Erstligisten aufgenommen wurde. In den folgenden zwei Jahren kam er allerdings nur zu einem Einsatz in der Gambrinus Liga. Im Januar 2008 wechselte er daraufhin zum SK Slovan Varnsdorf. Im Juli 2009 ging Vrabec für drei Jahre zum Drittligisten FK Arsenal Česká Lípa und spielte fortan in der ČFL. Im Jahr 2012 folgte sein Wechsel nach Deutschland, dort schloss er sich dem SV Einheit Kamenz an. 2013 verpflichtete ihn der FSV Budissa Bautzen, mit dem er Meister in der Oberliga Nordost wurde und in die Regionalliga aufstieg.
2015 wechselte Vrabec zurück in die Sachsenliga zu Einheit Kamenz. 2017 stieg er mit Kamenz in die Oberliga auf.